# Thorvald Arum
Peter Thorvald Aarum (10 de mayo de 1867, Skjeberg - 9 de julio de 1926) fue un economista noruego, profesor de economía en la Universidad de Oslo (desde 1917) y alto funcionario administrativo.
En su obra Arbeidets okonomiske vaerdi (El valor económico del trabajo), publicada en 1908, sigue la teoría de la producción marginal, desarrollando de forma totalmente deductiva las leyes referentes a los salarios en la comunidad estatal, pero sin discutir la aplicación de estas leyes a la vida real.